# Día Mundial de la Salud
El Día Mundial de la Salud es una jornada conmemorativa que se celebra el 7 de abril desde 1950, fue establecida el 22 de julio de 1946 por 61 miembros de las Naciones Unidas.

## Proclamación
La proclamación del Día Mundial de la Salud tuvo lugar el 22 de julio de 1946, cuando representantes de 61 miembros de las Naciones Unidas y otras 10 naciones firmaron la Constitución de la Organización Mundial de la Salud (OMS) en Nueva York. Este acto marcó el comienzo de un esfuerzo concertado para abordar cuestiones de salud a nivel global. La constitución de la OMS entró en vigor el 7 de abril de 1948. El objetivo era fomentar el interés público y el apoyo a los objetivos de la OMS, centrando la atención mundial en problemas de salud que requieren atención especial.

## Celebración
El Día Mundial de la Salud se celebra anualmente el 7 de abril para conmemorar la entrada en vigor de la constitución de la OMS. La elección de esta fecha fue decidida en 1950 por la Segunda Asamblea Mundial de la Salud, para recordar la fundación de la OMS. La primera celebración oficial tuvo lugar el 22 de julio de 1949, pero se trasladó a abril para maximizar su impacto, evitando las vacaciones escolares. Las celebraciones han abarcado temas como la resistencia a los antimicrobianos, el cambio climático, y la seguridad vial, entre otros. La 65.ª celebración anual destacó la campaña "Small Bite: Big Threat" contra las enfermedades transmitidas por vectores, demostrando la continuidad en la lucha contra los desafíos de salud global.

## Temas
- 1950: Conoce tus servicios de salud[5]
- 1951: Salud para tu hijo y para los niños del mundo
- 1952: Importancia de la higiene mental[6]
- 1953: Salud es riqueza[7]
- 1954: La enfermera centinela de la salud[8][9]
- 1955: Agua pura - Base de la salud[10]
- 1956: Guerra a los insectos portadores de enfermedades[11]
- 1957: Alimentación y salud[12][13][14]
- 1958: La Salud mundial - Diez años de progreso[15][16]
- 1959: Las enfermedades mentales y la salud mental en el mundo de hoy[15][17]
- 1960: Erradicación de la malaria - un reto para el mundo[15][5]
- 1961: Los accidentes no son accidentales[15][18]
- 1962: Conservar la vista; evitar la ceguera[15][19][20]

- 1963: El hambre - Enfermedad mundial[12][15]
- 1964: Lucha sin tregua contra la tuberculosis[12][15]
- 1965: Viruela: amenaza constante[12][15][21]
- 1966: El hombre en la gran ciudad[15][22]
- 1967: Guardianes de la salud[12][15][23]
- 1968: La salud en el mundo de mañana[24]
- 1969: Salud, trabajo y productividad[12][24][25]
- 1970: Descubrir el cáncer a tiempo es salvar vidas[5][12]
- 1971: Vida normal para los diabéticos[12][24][26]
- 1972: La salud late en el corazón[5][8][12][27]
- 1973: La salud empieza en el hogar[12][24][28]
- 1974: Alimentación mejor para un mundo más sano[29]

- 1975: Viruela: imposible retroceder[12][24]
- 1976: La previsión evita la ceguera[12][30]
- 1977: Proteja a sus hijos vacunándolos[12][31]
- 1978: Cuidado con la presión alta[12][24][32]
- 1979: Niño sano, porvenir del mundo[12][33]
- 1980: Tabaco o salud - Elija[12][34]
- 1981: Salud para todos en el año 2000[12][35][36]
- 1982: Remozar la vejez[8][12][37]
- 1983: Salud para todos - La cuenta regresiva ha comenzado[12][38]

- 1984: Salud del niño - Riqueza del mañana[12][39]
- 1985: Juventud sana: nuestro bien más preciado[12][40]
- 1986: Vida sana, todo el mundo gana[12][41]
- 1987: Vacunación: derecho de cada niño[12][35][42]
- 1988: Salud para todos - Todos para la salud[8][12]
- 1989: Hablemos de salud[12][43]
- 1990: Nuestro planeta - Nuestra salud[12][44]
- 1991: Las catástrofes no avisan - Estemos preparados[12][45]
- 1992: La salud al ritmo del corazón[12][46]
- 1993: La vida es frágil: rechacemos la violencia y la negligencia[12][47]

- 1994: Boca sana: vida sana[12][48]
- 1995: Objetivo "Dosmil": un mundo sin poliomielitis[5][12][49]
- 1996: Ciudades sanas para una vida mejor[12][50]
- 1997: Enfermedades infecciosas emergentes[12][51]
- 1998: Apoyemos la maternidad saludable[12][52]
- 1999: Sigamos activos para envejecer bien[12][53]
- 2000: Sangre segura salva vidas[12][54]
- 2001: Salud mental: si a la atención, no a la exclusión[12][55]
- 2002: Por tu salud, muévete[12][56]
- 2003: Ambientes saludables para los niños[12][57]
- 2004: Seguridad vial[12][58]
- 2005: ¡Cada madre y cada niño contarán![12][59]

- 2006: Colaboremos por la salud[60]
- 2007: Seguridad sanitaria internacional[12][61]
- 2008: Proteger la salud frente al cambio climático[62]
- 2009: Para salvar vidas: hagamos que los hospitales sean seguros en las situaciones de emergencia[63]
- 2010: Urbanización y la salud[64]

- 2011: Resistencia a los antimicrobianos: si no actuamos hoy, no habrá cura mañana[12][65]
- 2012: La buena salud añade vida a los años[66]
- 2013: Contrólese la tensión arterial[12][67]
- 2014: Pequeñas picaduras: grandes amenazas[68]
- 2015: Inocuidad de los alimentos[69]
- 2016: Vence a la diabetes[5][70]
- 2017: Depresión[71]
- 2018: Cobertura sanitaria universal para todas las personas, en cualquier lugar[72]
- 2019: Cobertura sanitaria universal[73]
- 2020: Apoyemos al personal de enfermería y de partería[74]

- 2021: Construir un mundo más justo y saludable[75]
- 2022: Nuestro planeta, nuestra salud[76]
- 2023: 75 años mejorando la salud pública[77]
- 2024: Mi salud, mi derecho[78]
- 2025:  Comienzos saludables, futuros esperanzadores.[79]